# Juan Carlos Alonso Deteano
Juan Carlos Alonso Derteano (Durango, 8 de març de 1958) va ser un ciclista basc, professional del 1980 al 1986.

## Palmarès
- 1981
  - 1r al Gran Premi Cuprosan
- 1982
  - 1r al Circuit de Getxo

### Resultats a la Volta a Espanya
- 1980. Abandona
- 1982. 44è de la classificació general
- 1983. Abandona
- 1984. 26è de la classificació general

### Resultats al Tour de França
- 1982. 122è de la classificació general

### Resultats al Giro d'Itàlia
- 1984. Abandona